# ドミニカ共和国の歴史
ドミニカ共和国の歴史（ドミニカきょうわこくのれきし、英：History of the Dominican Republic、西：Historia de la República Dominicana）

## 先コロンブス期
紀元前4000年から1000年までの間に先住民アラワク族（タイノ人）が南アメリカ大陸のギアナ地方から移住してきた。タイノ人は島をアイティ（Haiti）、ボイオ（Bohio）、キスケージャ（Quesquiya）と呼び、島は五つのカシーケ（酋長）の指導する部族集団に分かれていた。ヨーロッパ人の征服によりアラワク族は消え去ったが、それでもドミニカの文化にはアラワク族の文化の影響が、特に食事、言語、家族構成、道徳の中に見て取ることが出来る。なお、征服時にいたインディヘナの数は、イスパニョーラ島の全てを併せるとおよそ100万人から300万人程だろうと推測されている。

## スペイン植民地時代

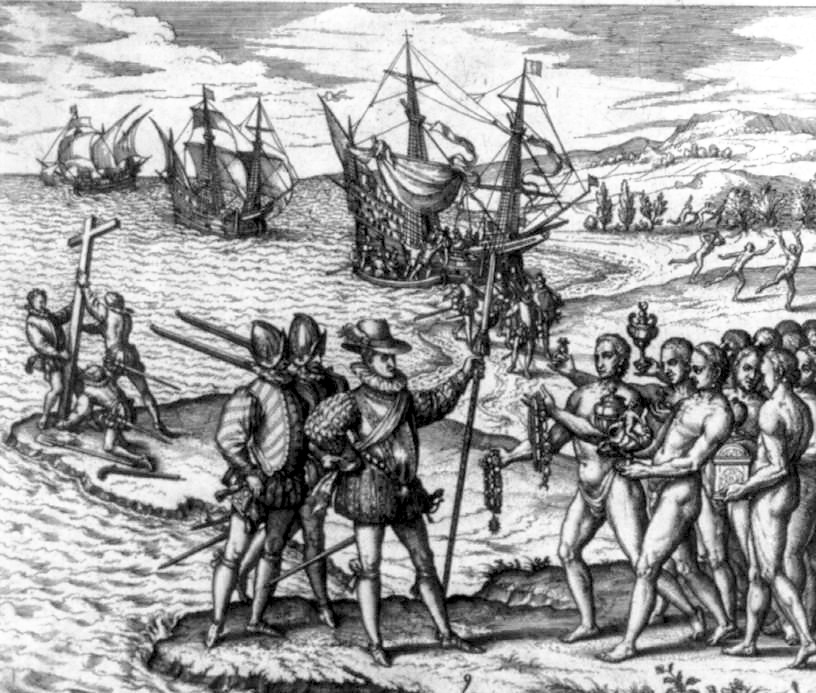
コロンのイスパニョーラ島上陸

この島に1492年、クリストーバル・コロン（コロンブス）がヨーロッパ人として初めて上陸し、「小さなスペイン」(Hispañola)島と新たに名づけた。その後二度の植民失敗の後、1496年にコロンブスの弟バルトロメによってサント・ドミンゴが建設され、「新大陸」初のスペイン植民地となった。1502年にニコラス・デ・オバンドーが、エスパニョラ島総督に就任した。翌1503年には、スペインが植民地との貿易を統括する通商院をセビヤに設置した。その年の12月には、エンコミエンダ制をイスパニュラ島で公認した。
先住民は金鉱山で酷使され、疫病の流行もあってラス・カサス神父の告発も虚しくそのほとんどと云っていいほどが死亡した。サトウキビのプランテーションがカナリア諸島から導入されると、多数の黒人奴隷をアフリカから連れてきて足りない労働力を補った。
1526年からベネスエラ全土がサント・ドミンゴのアウディエンシアの管轄下に置かれていたが、1717年、1739年にヌエバ・グラナダ副王領が設立されるとベネスエラの行政権はまず副王領に、そして1777年以降はベネスエラ総督領に移管され、1786年にカラカスにアウディエンシアが設立されたことにより、司法権も完全に独立した。
その一方でイスパニョーラ島の統治は数世紀に渡って疎かにされ、その後イギリスのオリヴァー・クロムウェルの派遣した遠征軍による侵略の失敗などもある中、島西部が無人状態になったところに目を付けられてフランス人海賊が定住し、最終的に1697年のライスワイク平和条約により、イスパニョーラ島の西側は現ハイチのフランス領サン＝ドマング、東側の3分の2がスペイン領サント・ドミンゴ、現在のドミニカ共和国となった。

## ハイチの占領
その後一世紀近くスペイン領内では停滞が続いていたが、サン＝ドマングで起きていたハイチ革命の波及や、フランス革命戦争最中の1795年にバーゼルの和約が結ばれた結果、イスパニョーラ島全島がフランス領（＝サン・ドマング領）となるが、幾度かの変遷を経て1801年にサン・ドマングの軍人トゥーサン・ルーヴェルチュールの攻撃により最終的に占領され、黒人奴隷が解放された。トゥーサンはイスパニョーラ総督として島を統治するつもりでいたが、ナポレオン軍の侵攻により、トゥーサンが捕らえられ、獄死すると、ハイチ革命の指導者は1804年にフランス軍を破ってハイチと改名し、サン＝ドマングと共にサント・ドミンゴもハイチの一部として独立した（ハイチはアラワク族の言葉で山がちな土地を意味する）。
しかし、1809年にサント・ドミンゴは再びスペインの支配下に戻り、その後の1814年、パリ条約で再び東側は正式にスペイン領となるが、折からシモン・ボリーバルやホセ・デ・サン＝マルティン、ホセ・アルティーガスらによってラテンアメリカで進められていた解放戦争の中で、サント・ドミンゴのクリオージョにも独立の気運が高まり、1821年11月30日にスペイン人ハイチ共和国として独立した。この政権はシモン・ボリーバルの指導するコロンビア共和国への加入を求めたが、王党派と独立派での間で内戦になり、その隙を突かれて1822年1月には再び隣国ハイチのジャン・ピエール・ボワイエに占領された（ハイチ共和国によるスペイン人ハイチ共和国占領）。

## 再独立と再植民地化
しかし、ボワイエの独裁とハイチの植民地支配に反発する勢力は次第に大きくなっていき、ボワイエが失脚した後の1844年2月27日、フアン・パブロ・ドゥアルテ、マティアス・ラモン・メラ（Matías Ramón Mella）、フランシスコ・デル・ロザリオ・サンチェス（Francisco del Rosario Sánchez）に率いられた革命軍がハイチ人を一掃し、翌1845年ハイチより独立してドミニカ共和国となり、ペドロ・サンタナ将軍が初代大統領に就任した。
しかし、ハイチとの相次ぐ戦争に耐えられなくなると、保守派の利害を代表したサンタナは1861年に再度スペインに併合を申し入れ、自身はサント・ドミンゴ総督に就任した。しかし、この屈辱的な措置はドミニカ国民を激怒させ、ハイチ人と結んだドミニカ人自由派がスペイン人に対する独立戦争を激化させ、結局1865年に独立を再び果たした。しかしハイチの脅威は大きく今度は二度に渡ってアメリカ合衆国への併合を求め、グラント合衆国大統領も乗り気だったものの、合衆国上院に拒否された（この事情は中米連邦崩壊直後のエル・サルバドルや同時期のキューバとも似ている）。1875年にようやくハイチとの平和条約が結ばれ、独立国家としての道を歩むことになった。

## 独立国家として

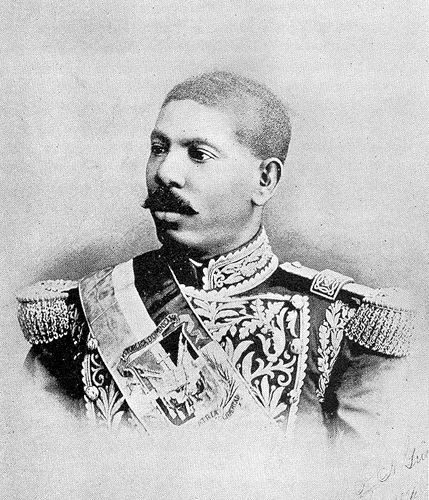
黒人独裁者ウリセス・ウーロー

1882年から黒人のウリセス・ウーロー大統領が独裁を開始した。ウーローは黒人という立場でありながらも、白人寡頭支配層の反目を突いて大統領に就任した。交通網の整備や外国資本の導入を図ったが、拙劣な政策を積み重ね、政権末期の外債はとても一国では支払えない程の膨大なものとなっていた。1899年にウーローが暗殺されると、国内的には親ウーロー派と反ウーロー派の政治的対立が続き、対外的には債権国であるフランス、ベルギー、ドイツなどが債務履行を求めて軍艦を派遣する事態となった。

## アメリカ軍政期

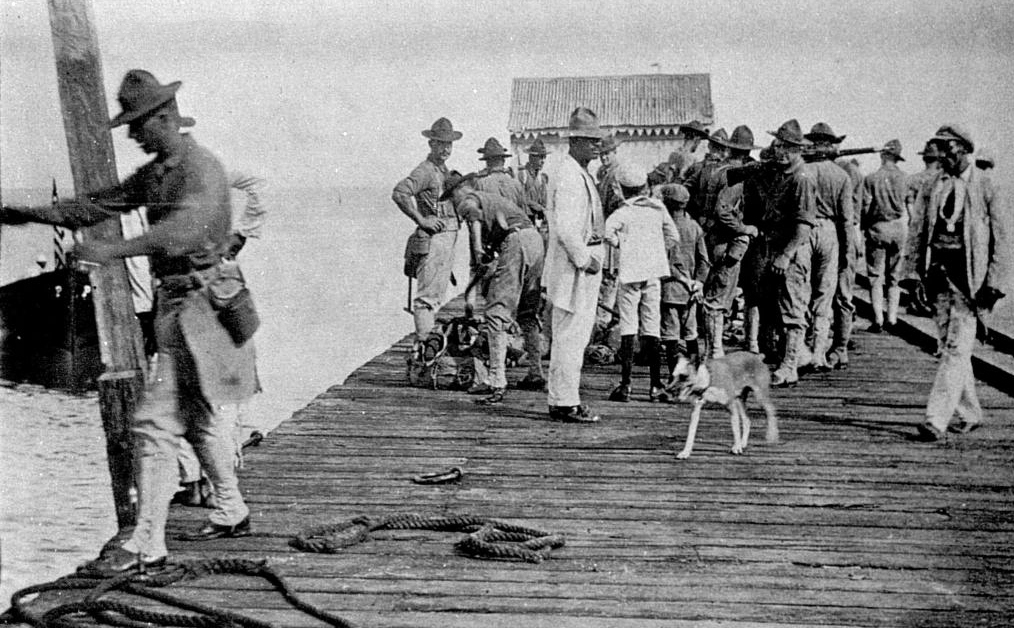
アメリカ海兵隊の上陸（1916年）

1906年にドミニカ共和国は、ウーロー大統領後の混乱収拾と列強に対する債務返済のため、アメリカ合衆国が50年にわたりドミニカ共和国の関税徴収を行う代わりに債務返済の保証をするという提案を受け入れ、事実上の保護国となった。この時期ハイチも対仏賠償や各国への債務が返せず財政難と混乱が続いた。第一次世界大戦時、両国の内政混乱に付け込み列強（特にドイツ帝国）が手を伸ばすのを避けるため、アメリカ軍は1915年にはハイチに、1916年にはドミニカ共和国に出兵して両国を占領した。両国は米軍支配下で債務を返済し、経済基盤や政治を改善し大規模農業を導入し、有力者（カウディーリョ）の私兵や軍閥に代えて強力で統一された警察や国軍を作るが、これが後に両国の軍部独裁の種となる。1924年の選挙でオラシオ・バスケスが大統領に選出され、同年7月にアメリカ軍は撤退した。

## トルヒーヨ時代

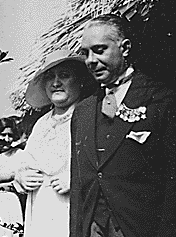
ラファエル・トルヒーヨ（右）

1930年2月にクーデターを起こしたラファエル・トルヒーヨ将軍は、同時期のラテンアメリカでも最も完成された独裁統治を敷いた。トルヒーヨは富を独占し、個人崇拝を徹底させ、首都名も1930年のハリケーンからの復興時にサント・ドミンゴで迅速な救助を行ったトルヒーヨを称えて、サント・ドミンゴからトルヒーヨ市（シウダー・トルヒーヨ）に改名され、国内最高峰の山もトルヒーヨ山と改められた。
ドミニカ共和国を白人化する構想を持っていたトルヒーヨは、1937年、領内のハイチ人農園労働者ストに際してハイチ人の皆殺しを指示し、1日で17,000人から35,000人が殺された（パセリの虐殺）。ドミニカ共和国はハイチに75万ドルの賠償を払ったが、カトリック教会とエリート層に支持され反共的な姿勢がアメリカの支持を受けていたトルヒーヨの支配は揺るがず、当時のラテンアメリカで最も強固な独裁制はその後も続き、1959年には革命直後のキューバから上陸したドミニカ人革命ゲリラ部隊を殲滅することにも成功した。
しかし、1960年にOAS総会でトルヒーヨ非難決議が採択されると1961年には反トルヒーヨ勢力である6月14日の革命運動の高まりにより、トルヒーヨ本人は暗殺され、トルヒーヨ一族もバミューダに亡命し、首都名もシウダー・トルヒーヨからサント・ドミンゴに戻された。

## ボッシュ維新政権とドミニカ内戦
1962年、30年ぶりに大統領選挙が行われ、1963年にはドミニカ革命党のフアン・ボッシュ・ガビノが大統領に就任した。ボッシュはケネディに憧れ、改革に燃える政治家として「ボッシュ憲法」と呼ばれた1963年憲法を施行し、土地改革を含む社会改革の実践を始めようとしたが、同年ボッシュは寡頭支配層と結びついた軍事評議会のエリアス・ウェッシン・イ・ウェッシン大佐によるクーデターによって追放された。こうして軍事評議会に推薦された実業家のレイド・カブラルが新大統領になり、1963年憲法を廃止し、国会を停止した。こうした反動政治は国民の期待を大きく裏切り、ドミニカ共和国は再び不安定な状態に陥った。
しかし、1965年4月24日、立憲派（ボッシュ派）のフランシスコ・カーマニョ大佐をはじめとする陸軍軍人が中心になり、1963年憲法の復活を求めてクーデターを起こし、翌25日カブラル大統領を逮捕した。立憲派はボッシュの復帰を求めて首都サント・ドミンゴを占拠したが、地方に逃れて首都を包囲した軍事評議会のウェッシン空軍大佐との戦いが始まった。こうしてドミニカ内戦が起こり、さらに翌4月26日には、ジョンソン合衆国大統領は「合衆国市民を保護し、ドミニカを共産主義から保護するために」アメリカ海兵隊の投入を決定した。4月27日に立憲派は首都の市民に武器を引き渡し、抵抗する構えを見せるが、翌28日に海兵隊が40年ぶりにドミニカに上陸。29日にはラテンアメリカ諸国の抗議も虚しく 第82空挺師団が降下した。4月30日に国連の調停でガルシア・ゴドイ統一暫定政権が成立し、ブラジル軍を中心する米州平和軍（その他にはホンジュラス軍、アルフレド・ストロエスネル政権のパラグアイ軍、ソモサ王朝のニカラグア国家警備隊、軍隊を持たないコスタ・リカからは警察隊など）が治安維持部隊として派遣され、最終的に海兵隊は35,000人に増派され、立憲派軍を鎮圧した（パワー・バック作戦）。こうして首都だけで4000人の死者を出してようやく内戦は終結した。

## ドミニカ内戦以降

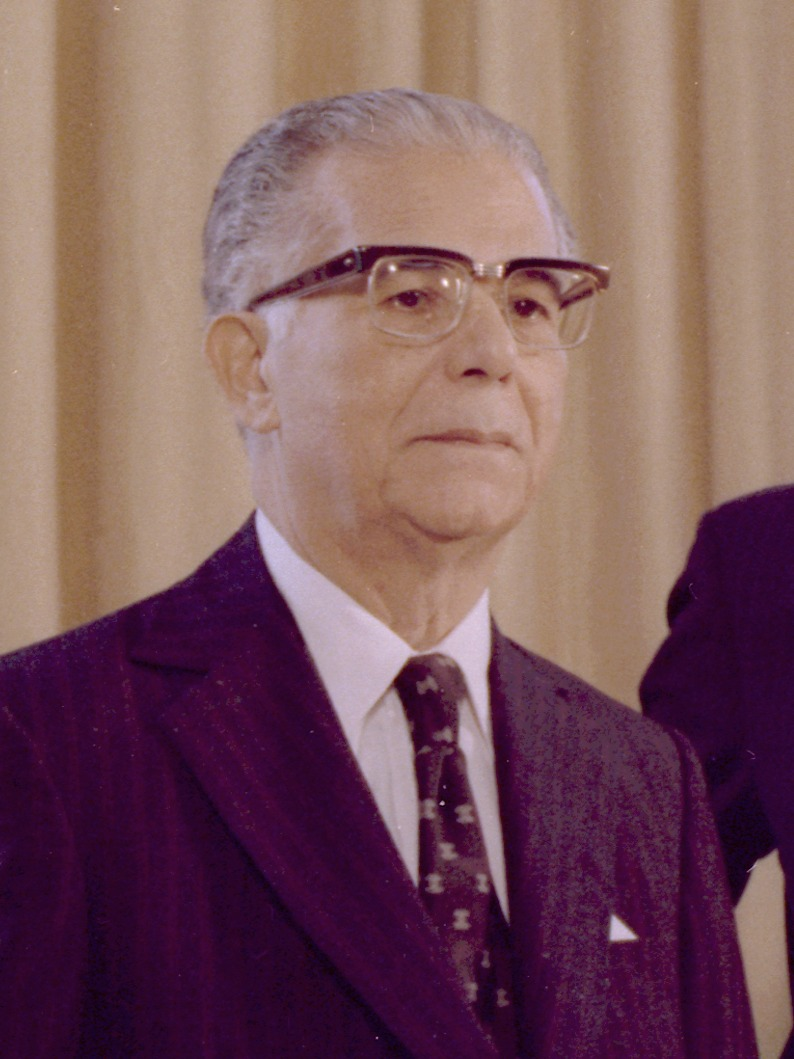
ホアキン・バラゲール

翌1966年の形式的な選挙により、キリスト教社会改革党から「トルヒーヨの未亡人」とまで呼ばれたほどのトルヒーヨ派だったホアキン・バラゲールが大統領になると、バラゲールは軍部と財界の支持を背景に強権政治を行い、死の部隊を駆使してボッシュ派の暗殺を続け、ドミニカの政治はトルヒーヨ時代に逆行した。
1978年から1982年まではドミニカ革命党のアントニオ・グスマンが大統領に就任したが、財政状況は悪化を続けた。1982年から1986年までは サルバドール・ホルヘ・ブランコが大統領になったが、経済状況の悪化を背景に国際通貨基金の要請によって財政緊縮政策が進んだ。
こうした中、1986年の選挙では80歳のバラゲールが勝利し、観光業、ニッケル、在外ドミニカ人による送金を柱にドミニカ共和国の経済は回復に向かった。
1992年にはコロンブスのアメリカ大陸到達500年記念祝賀への反対運動が起きた（ドミニカ共和国ではコロンブスは嫌われている）。
1994年の大統領選挙も「不正」をめぐって紛糾したが、1996年の選挙ではドミニカ解放党のレオネル・フェルナンデスが大統領に就任した。
2000年5月の大統領選挙では社会民主主義を掲げたドミニカ革命党のラファエル・イポリト・メヒーア・ドミンゲスが大統領に就任したが、汚職によって支持を落とした。
2004年の大統領選挙ではドミニカ解放党のレオネル・フェルナンデスが再び勝利した。彼は2012年まで大統領を務め、同じくドミニカ解放党のダニーロ・メディナが後任になった。

## 脚註
1. ↑  後藤政子『新現代のラテンアメリカ』 時事通信社 pp.77-81